# Cephalocereus columna-trajani
Cephalocereus columna-trajani är en kaktusväxtart som först beskrevs av Wilhelm Friedrich von Karwinsky von Karwin, och fick sitt nu gällande namn av Karl Moritz Schumann. Cephalocereus columna-trajani ingår i släktet Cephalocereus och familjen kaktusväxter. Inga underarter finns listade i Catalogue of Life.

## Bildgalleri

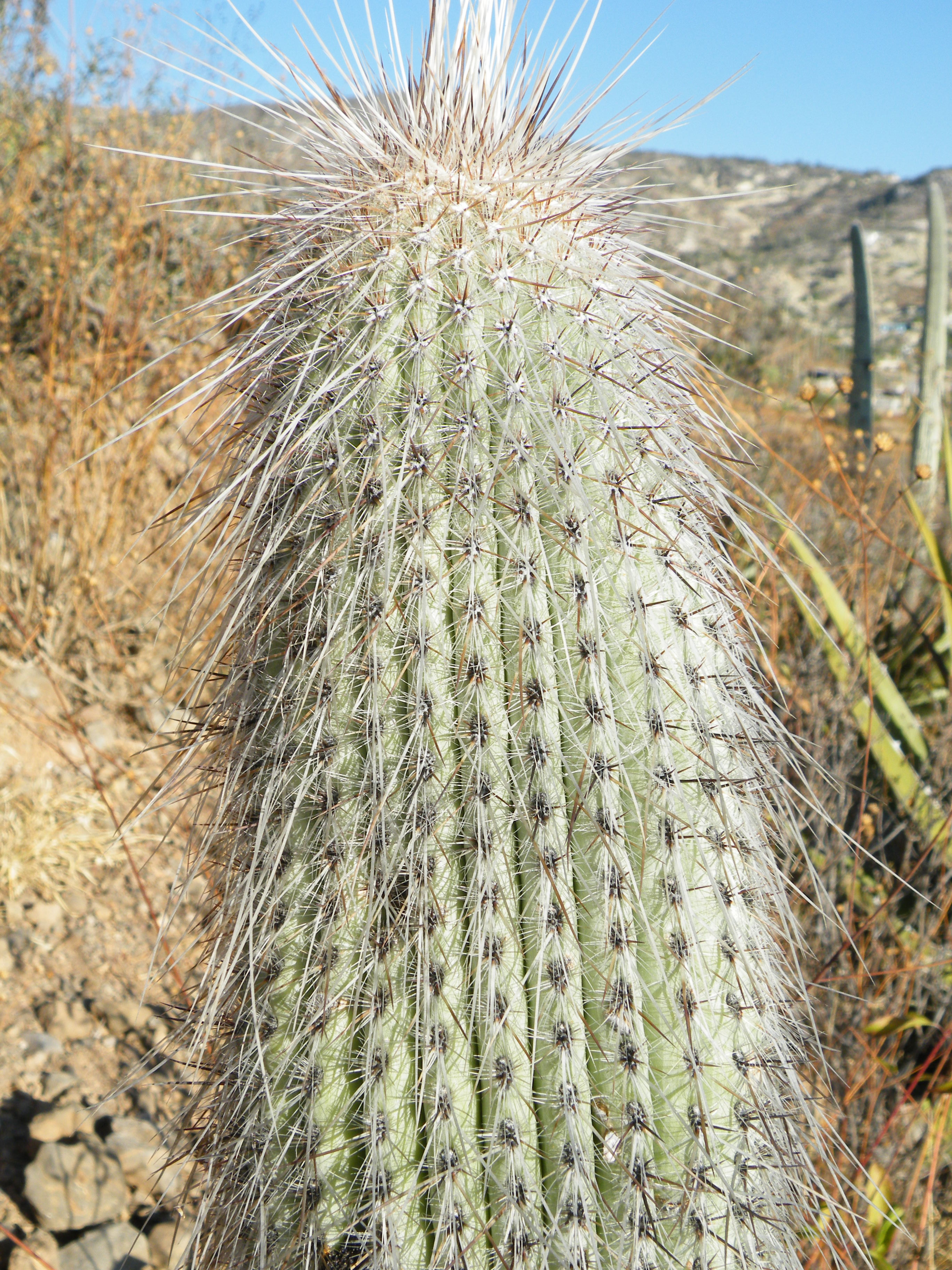
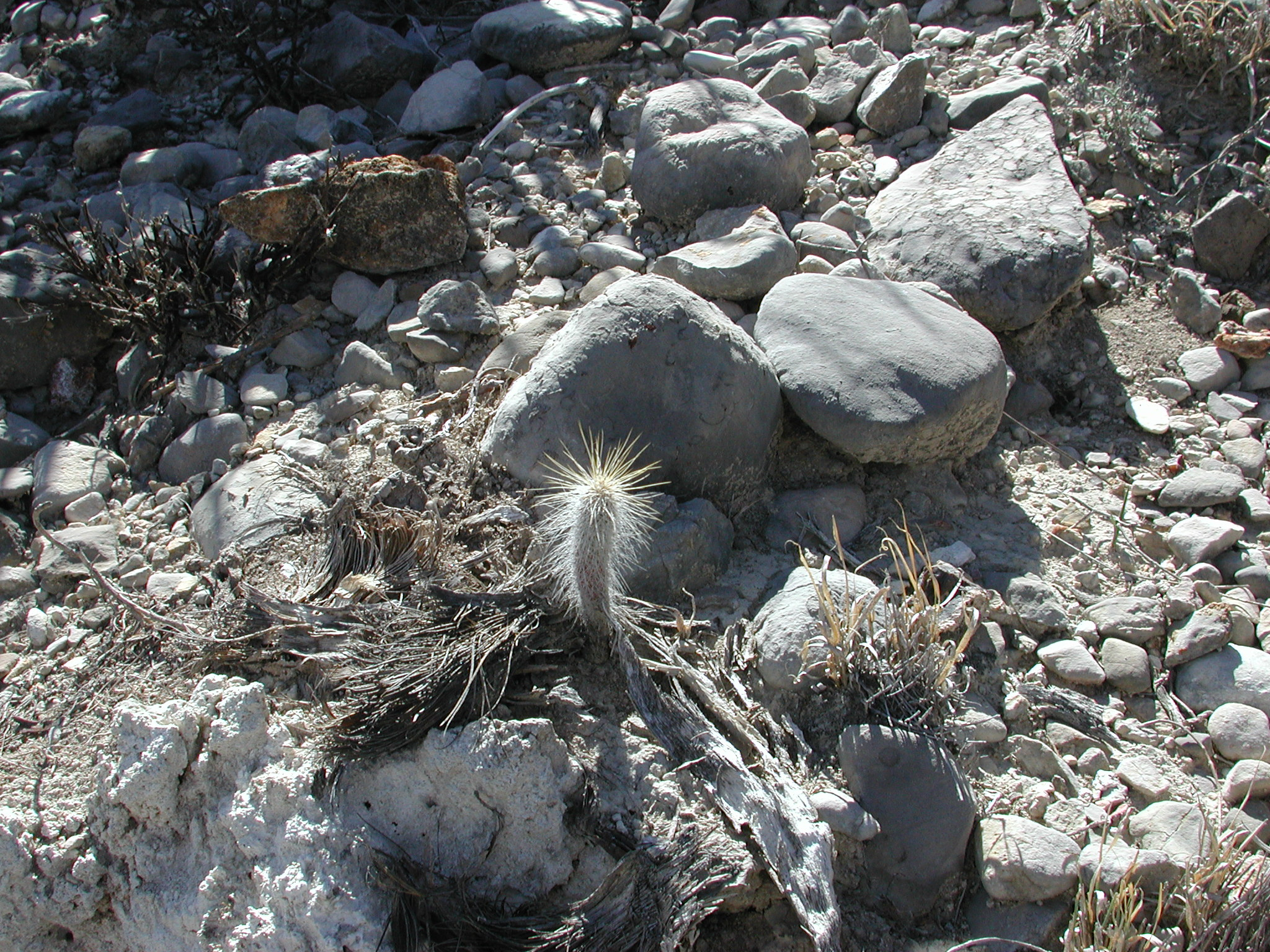
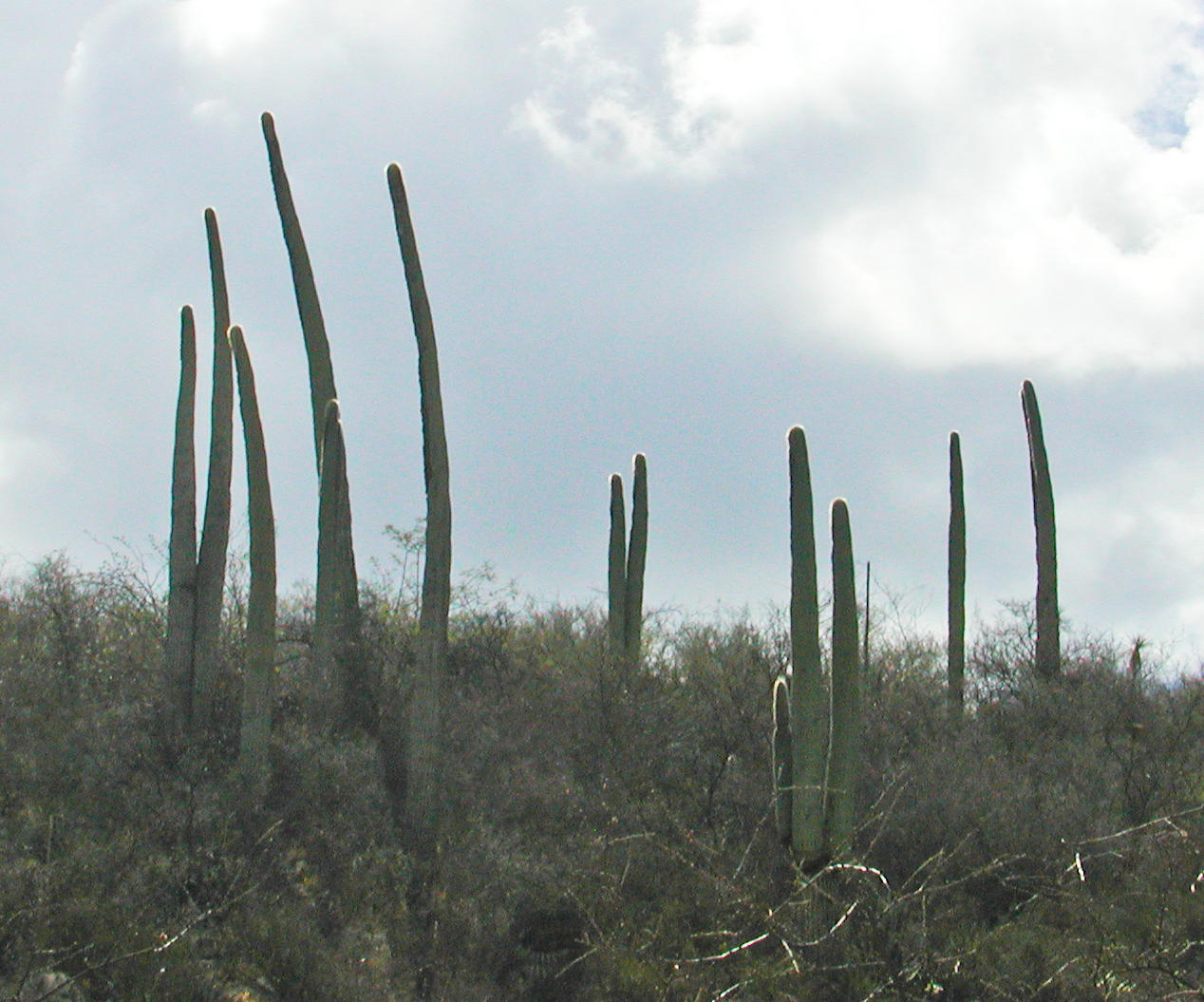
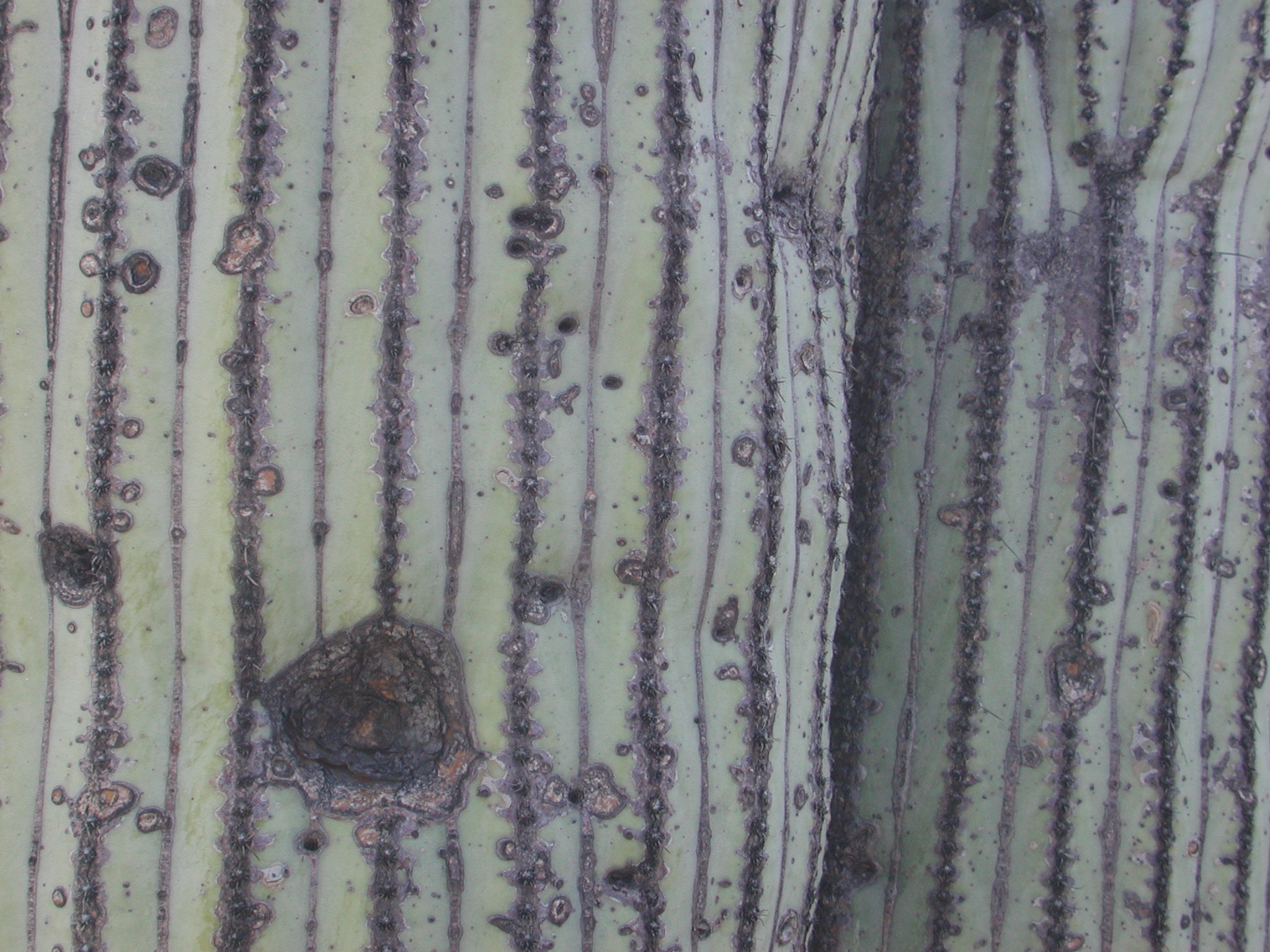
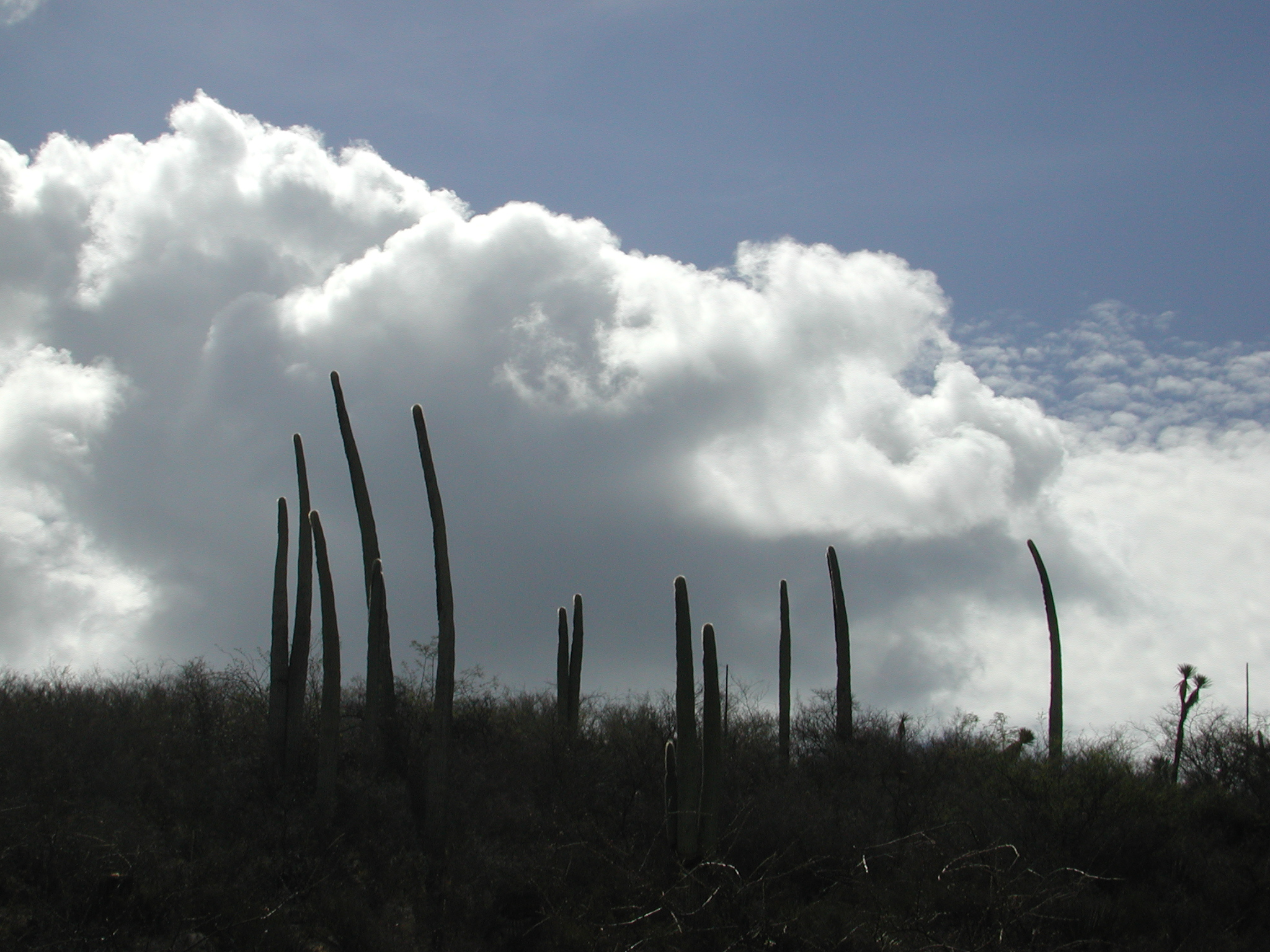